# N844 (België)
De N844 is een gewestweg in de Belgische provincie Luxemburg. De route verbindt de N4 in Aarlen met de Luxemburgse grens bij het Luxemburgse Gaichel waar de weg over gaat op de Luxemburgse N8. De route heeft een lengte van ongeveer 3,5 kilometer en bestaat uit twee rijstroken voor beide rijrichtingen samen.